# Sierra de Guadalupe
Sierra de Guadalupe är en bergskedja i Spanien.   Den ligger i provinsen Provincia de Cáceres och regionen Extremadura, i den centrala delen av landet, 180 km sydväst om huvudstaden Madrid.